# مجدليا (زغرتا)
مجدليا  هي إحدى القرى اللبنانية من قرى قضاء زغرتا في محافظة الشمال. ترتفع عن سطح البحر 91م، وتبعد عن طرابلس 6 كلم، وعن بيروت 86 كلم.
عدد الناخبين حسب إحصائيات 2014 بحدود 1190 ناخباً.
وتعتبر من حيث المساحة من أكبر قرى لبنان، حيث تمتد أراضيها الى حدود أقضية عديدة منها طرابلس والضنية والكورة والمنية. يسكنها الآن أكثر من ثلاثين ألف نسمة. وتشتهر ببساتين الزيتون، وبأماكن أثرية عديدة.
يدير شؤونها مركز بلدي ومختار.
من أعلامها الشاعر شربل بعيني الذي بني له تمثال في وسط البلدة، والاديبة سوزان بعيني والاعلامية كارمن جوخدار والفنان الياس حنا المقدسي وابنته جوزيت المقدسي وغيرهم.
معابدها: كنيستا سيدة مجدليا القديمة والجديدة ودير مار الياس.
عائلاتها: بعيني، حتي، كرم، أبي خطار، خوري، كحيل، ديب، ليشع، نادر، رزق، أنيسة، مقدسي، جوخدار، شعنين، موسى، رستم، طانوس، الذكرى، جميل، الحوش، ضوميط، لابا، بحري، عيسى، قرطباوي، سنكري، أرفول، فهد، جبور، زيدان، ناصيف، نعمه، الترس، سمعان، الزعني، الحرفوش، جبرايل وطوبيا.
وإسم مجدليا ليس حكراً على هذه القرية في لبنان فضاء زغرتا، بل هناك مجدليا أيضاً في محافظة جبل لبنان، ومجدليا في سوريا قضاء إدلب، ورغم الاسم الموحد بين هذه البلدات الثلاث إلا أن لا رابط عائلي بينها، ولا ندري كيف توحد الاسم، وما السبب في ذلك.